# Boris Cepeda
Boris Cepeda (* 26. September 1974 in Quito) ist ein deutsch-ecuadorianischer Pianist, Dirigent, Arrangeur, Pädagoge, Diplomat und Kulturmanager. 2021 wurde Boris Cepeda als Steinway-Artist ausgezeichnet.
Seit 2023 arbeitet Boris Cepeda aus Atlanta, GA, USA. Dort hat er mit seiner Frau Katja Cepeda eine European Piano Academy of Atlanta gegründet.

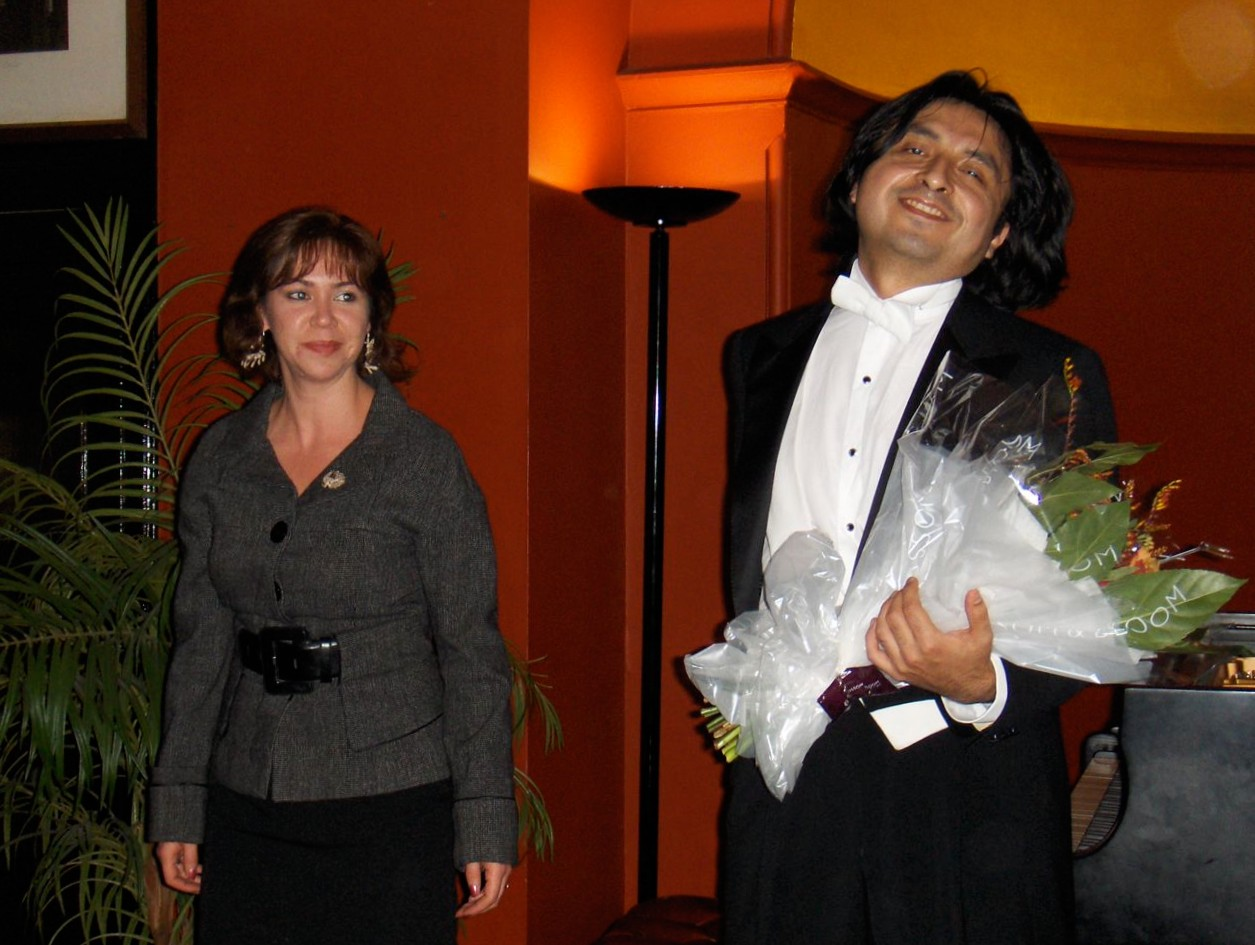
Boris Cepeda (2008)

## Werdegang
Cepeda erhielt seinen ersten Klavierunterricht im Alter von vier Jahren. Mit fünf Jahren trat er zum ersten Mal im ecuadorianischen Fernsehen auf. 1981 gab er sein erstes Konzert in Quito. Seitdem konzertiert er weltweit, u. a. in der Berliner Philharmonie, im Konzerthaus Berlin, Laeiszhalle, Istana Budaya in Kuala Lumpur, Casa de la Música Quito, Teatro Nacional Sucre und bei den Musikfestivals Kissinger Sommer und Kurt-Weill-Fest in Dessau. Boris Cepeda studierte in der Klasse von Kurt Seibert an der Hochschule für Künste Bremen. Als Liedbegleiter hat sich Boris Cepeda besonders mit dem Werk Franz Schuberts, Max Regers, Aribert Reimanns und Moritz Eggert auseinandergesetzt. Zusammen mit dem Bariton Peter Schöne initiierte er 2004 das Projekt Schubertlied. 1998 gründete Boris Cepeda mit seiner Frau Katja das Max Reger Klavierduo, das die wichtigsten Werke dieses Komponisten für diese Besetzung aufgeführt und aufgenommen hat. Boris Cepeda ist auch als Klavierpädagoge aktiv und gab Meisterkurse, Seminare und Vortragskonzerte an Schulen, Musikschulen, Musikkonservatorien und Kulturinstitutionen in Deutschland Ecuador, Malaysia, Uruguay, Brasilien, Argentinien und Chile. An der Robert Schumann Hochschule Düsseldorf unterrichtet er seit 2019 Partitur- und Klavierauszugsspiel. Seit der Spielzeit 2009/2010 arbeitete Boris Cepeda als stellvertretender Studienleiter und Korrepetitor am Anhaltischen Theater in Dessau-Roßlau. Seit Frühjahr 2016 ist er als Studienleiter am Theater Münster in Westfalen tätig. In dieser Aufgabe erarbeitet er mit Sängern des Theaters die Partien. Beim Konzertchor Münster war er als Chorleiter tätig.
Im Jahr 2023 hat Boris Cepeda seinen Arbeitsort in die USA nach Atlanta,GA, verlegt.

## Dirigent
In der Spielzeit 2012/13 übernahm Cepeda die musikalische Leitung der Kinderoper „Bastien und Bastienne“ von W.A. Mozart (Regie: Jana Eimer) am Anhaltischen Theater. Für diese Produktion erstellte er eine Bearbeitung für Bläserquintett. In der Spielzeit 13/14 leitete er die Operette „Die schöne Galathée“ von Franz von Suppè (szenische Einrichtung: Felix Losert) am Anhaltischen Theater.

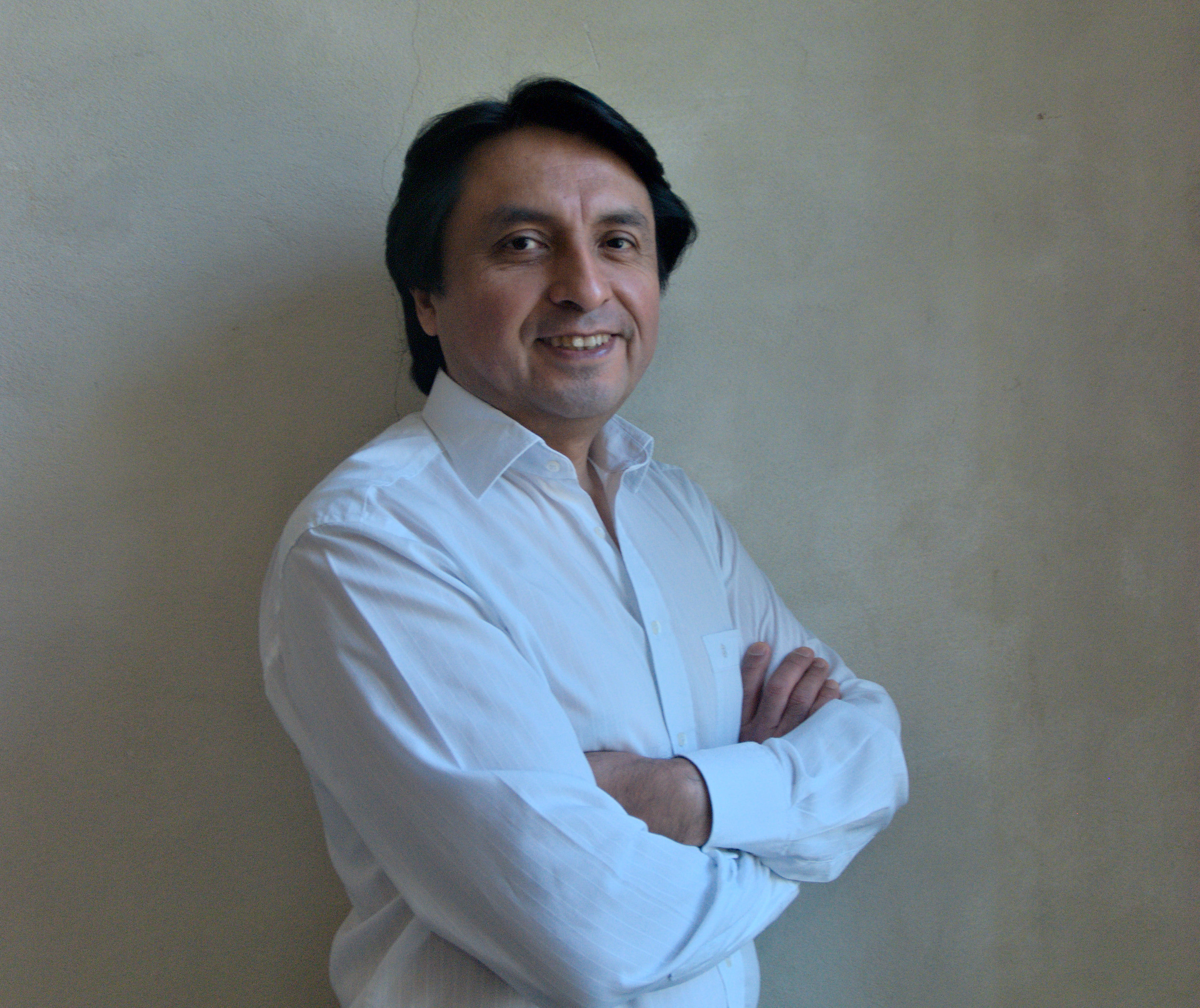
Boris Cepeda

## Arrangeur
Boris Cepeda arbeitet seit 2002 als Bearbeiter. Er hat u. a. die Musik für das Schauspielstück „Der gute Mensch von Sezuan“ (Regie: Josef Pausch)
für die Burgfestspiele Leuchtenberg 2002 arrangiert, 2012 eine Bearbeitung für Bläserquintett der Oper „Bastien und Bastienne“ von W.A. Mozart für das Anhaltische Theater erstellt und 2014 eine Version für Salonorchester der Festspielmusik „Castra Vetera“ von Max Reger herausgebracht.

## Diplomat
Boris Cepeda wirkte als Kulturattaché der Botschaft der Republik Ecuador in Berlin von 2002 bis 2007. In dieser Funktion war er u. a. für die Organisation des Kulturprogramms Ecuadors zur Fußball-WM 2006 verantwortlich.

## Kulturmanager
Während seines Musikstudiums in Bremen half Boris Cepeda bei der Organisation von interdisziplinären Projekten der Hochschule für Künste Bremen wie z. B. „Aus der Seelentiefe“ und „Johannes Brahms“. 1999 arbeitete er als Assistent der künstlerischen Leitung des 1. Weidener Max-Reger-Tages. Im selben Jahr leitete er das Festival der iberoamerikanischen Musik in Bremen. 2009 gründete er das Internationale Musikfestival Mendelssohnfest.

## Stipendien und Auszeichnungen
- 1982: 1. Preis beim Nationalen Musikwettbewerb in Cuenca, Ecuador
- 1985: 1. Preis beim 1. Nationalen Wettbewerb „Guillermo Wright Vallarino“ in Quito
- 1989: 1. Preis beim 3. Nationalen Wettbewerb „Guillermo Wright Vallarino“ in Quito
- 1985–1990: Stipendium der Stiftung Guayasamín, Quito
- 1980–1992: Stipendium der Deutschen Schule Quito (1980–1992)
- 1989: Preisträger des Pädagogischen Austauschdienstes
- 1992:  Preis für den besten Schüler im Fach „Deutsch als Fremdsprache“, Quito
- 1988–1990: Stipendium der Stiftung Zaldumbide Rosales, Quito
- 1990–1992: Stipendium der Stiftung Juan Esteban Cordero, Quito
- 1990–1992: Stipendium der Philharmonischen Gesellschaft Quito
- 1993–1998: Stipendium der Waldemar Koch Stiftung Bremen
- 1994 Stipendium des Richard Wagner Verbands
- 1993 Stipendium der Stiftung Esquel, Quito
- 2004 Orden „Vicente Rocafuerte“ des ecuadorianischen Parlaments für Verdienste in Kunst und Kultur
- 2009 Preis der Deutschen Schubert-Gesellschaft, Duisburg[27]
- 2021 Steinway Künstler Steinway Künstler Profil

## Diskografie, Rundfunkaufnahmen
- 1994: Franz Schubert: 3. Satz aus der Sonate a-Moll D-784, Studioaufnahme für Radio Bremen
- 1996: CD „Max Reger, Klaviermusik“, Max Reger: Vier Spezialstudien für die Hand alleine[28]
- 1998: Karol Szymanowski: Variationen über ein polnisches Thema op. 10, Studioaufnahme für Radio Bremen
- 1998: CD „Desde la mitad del mundo“ mit Werken des ecuadorianischen Komponisten Juan Pablo Muñoz Sanz
- 1999 Max Reger: Variationen über ein Thema von W.A. Mozart für 2 Klaviere zusammen mit Katja Cepeda, Studioaufnahme für Radio Bremen
- 2003: Robert Schumann: Konzert a-Moll für Klavier und Orchester zusammen mit der Jungen Philharmonie Ecuador, Live-Mitschnitt von einem Konzert in der Berliner Philharmonie vom 2. Mai 2003, DeutschlandRadio.
- 2005: CD „Boris Cepeda, piano“ mit Werken von Karol Szymanowski, Franz Liszt, Max Reger und Gerardo Guevara.[29]
- 2006: CD „Voces en la Sombra“, Klavierwerke von Juan Pablo Muñoz Sanz[30]
- 2006: CD und Rundfunkübertragung von Aribert Reimanns „Shine and Dark“ für Bariton und Klavier (linke Hand), Live-Mitschnitt vom Preisträgerkonzert des ARD-Musikwettbewerbs 2006, Bayerischer Rundfunk

## Trivia
Eine Figur im Roman „Itinerario de Trenes“ des ecuadorianischen Diplomaten und Schriftstellers Jaime Marchán, veröffentlicht 2000 trägt den Namen Boris Cepeda. Dort wird er als Maler und Kulturattaché der Botschaft der Republik Ecuador in Wien beschrieben.